# Сунце мамино
Сунце мамино (енгл. Sweet Sorrow; радни наслов: Жал) је српски филм из 2023. године у режији и по сценарију Косте Ђорђевића.
Филм је премијерно приказан на филмском фестивалу у Талину. Биоскопска дистрибуција је кренула 15. фебруара 2024. године.

## Радња
Тинејџер Реља организује сахрану своје баке покушавајући да на тај начин заведе девојку Ану у коју је заљубљен, варајући све око себе, а највише своју мајку Олгу са којом је у комплексном односу и константном сукобу, на крају схватајући да је једино он преварио самог себе. Реља маневрише између љубави и смрти како би освојио девојку.

## Улоге
| Глумац              | Улога        |
| ------------------- | ------------ |
| Павле Чемерикић     | Реља Новески |
| Алиса Радаковић     | Ана          |
| Денис Мурић         | Иван         |
| Бранка Катић        | Олга Поповић |
| Павле Менсур        | Недовић      |
| Дубравка Ковјанић   | Службеница   |
| Јована Берић        |              |
| Милица Вранеш       |              |
| Буда Стошић         |              |
| Теодор Винчић       |              |
| Мелита Бихали       | Баба         |
| Драгиња Вогањац     | Маша         |
| Радослав Миленковић |              |
| Борис Илић          |              |